# Jean-Marie-Rodrigue Villeneuve

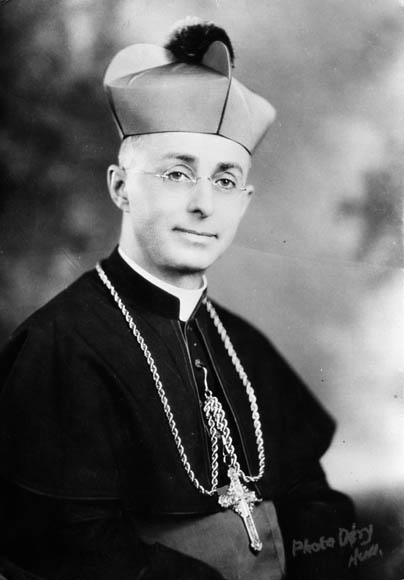
Kardinaal Villeneuve

Jean-Marie-Rodrigue Villeneuve (Montreal, 2 november 1883 - Alhambra (Californië), 17 januari 1947) was een Canadees geestelijke en kardinaal van de Rooms-Katholieke Kerk.
Villeneuve trad na zijn middelbare school op 14 augustus 1901 toe tot de Oblaten van de Onbevlekte Maagd Maria. Hij legde zijn eeuwige geloften af op 8 september 1903. Op 25 mei 1907 werd hij tot priester gewijd. Hij promoveerde aan de Universiteit van Ottawa in de filosofie, de theologie en het canoniek recht. Vervolgens was hij hoogleraar aan dezelfde universiteit.
Op 3 juli 1930 werd hij door paus Pius XI benoemd tot bisschop van Gravelbourg, in Saskatchewan. Anderhalf jaar later werd hij aartsbisschop van Quebec en dus metropoliet van de Canadese kerkprovincie. Tijdens het consistorie van 13 maart 1933 werd hij kardinaal gecreëerd. Hij kreeg de Santa Maria degli Angeli e dei Martiri als titelkerk. Villeneuve nam deel aan het Conclaaf van 1939, waarbij hij zelf gold als papabile.
Villeneuve kreeg in 1946 een hartaanval en overleed uiteindelijk op 63-jarige leeftijd, in Californië, waar hij zich in verband met het milde klimaat ophield.
- Biblioteca Nacional de España: XX1477086
- Bibliothèque nationale de France: cb113492293 (data)
- Gemeinsame Normdatei: 124807712
- International Standard Name Identifier: 0000 0000 7972 8774
- Library of Congress Control Number: n92032877
- Nederlandse Thesaurus van Auteursnamen: 069369941
- Système universitaire de documentation: 176888136
- Virtual International Authority File: 31990253
- WorldCat: E39PBJxmJMpg8PvdRB9WDrdmh3